# Monika Avsenik
Monika Avsenik, slovenska pevka zabavne in narodnozabavne glasbe; *3. september 1996, Ljubljana, Slovenija.

## Življenje
Monika Avsenik izhaja iz glasbene družine Avsenik; njen ded je Slavko Avsenik. Rodila se je kot četrti otrok očetu Gregorju in materi Katarini. Ima starejša brata Saša in Aleša, starejšo sestro Natašo in mlajšega brata Primoža. Po končani osnovni šoli v Radovljici je šolanje nadaljevala v Ljubljani, kjer je končala Srednjo šolo za oblikovanje in fotografijo. Nato je opravila maturitetni tečaj in se vpisala na ljubljansko pedagoško fakulteto, kjer se je izobrazila za poklic učiteljice razrednega pouka. Kot učiteljica je delovala do leta 2024, ko je službo zaradi glasbene kariere pustila.

## Glasbena kariera
Z glasbeno kariero je začela leta 2015, ko se je javnosti predstavila na festivalu Avsenik.  Leta 2017 je postala članica vokalnega orkestra Perpetuum Jazzile, s katerim nastopa tako v Sloveniji kot v tujini. Od leta 2021 poje kot spremljevalna pevka tudi v bendu Jana Plestenjaka. Kot spremljevalna pevka spremlja tudi Gregorja Ravnika.
Kot samostojna pevka je do zdaj izdala skladbi »Nedelja« in »Nisem več edina«. Avgusta 2024 je kot gostja nastopila na koncertu italijanskega tenorista Andree Bocellija v Pulju.

## Zasebno
Septembra 2024 se je poročila z glasbenikom Anžetom Langusom Petrovićem.

## Festivali

### Melodije morja in sonca
- 2024: »Nisem več edina« – 4. mesto[8]